# Mazus humilis
Mazus humilis är en tvåhjärtbladig växtart som beskrevs av Hand.-mazz.. Mazus humilis ingår i släktet Mazus och familjen Mazaceae. Inga underarter finns listade i Catalogue of Life.